# Циссы
Циссы (лат. Cissa) — род птиц семейства врановых (Corvidae). Распространены в Азии. Родовое название происходит от др.-греч. κιττα — «сорока» или «сойка».
В состав рода включают четыре вида:
| Изображение | Научное название | Русское название     | Распространение                                                                            |
| ----------- | ---------------- | -------------------- | ------------------------------------------------------------------------------------------ |
|             | Cissa jefferyi   |                      | Калимантан                                                                                 |
|             | Cissa chinensis  | Зелёная цисса        | Нижние Гималаи, северо-восток Индии, центр Таиланда, Малайзия, Суматра и центр Калимантана |
|             | Cissa hypoleuca  |                      | Китай, Лаос, Таиланд, Вьетнам                                                              |
|             | Cissa thalassina | Короткохвостая цисса | Ява                                                                                        |

Все представители рода характеризуются сходной окраской: ярко-красный клюв, преимущественно зелёное оперение, чёрная «маска» на лице и рыжеватые крылья.